# Lager Sterntal
Koordinaten: 46° 23′ 39″ N, 15° 47′ 52″ O
Das Lager Sterntal (auch Sternthal, slowenisch Taborišče Šterntal oder Strnišče) war ein Internierungslager in der Gemeinde Kidričevo bei Ptuj, das während des Zweiten Weltkriegs als Arbeitslager beim Bau einer Aluminiumfabrik und im Jahre 1945 als zentrales Sammellager bei der Vertreibung der ethnischen Deutschen aus Slowenien diente.

## Geschichte
Während des Ersten Weltkriegs entstand auf dem Gelände ein Kriegsgefangenenlager. Später diente es als Flüchtlingslager für Flüchtlinge aus dem Küstenland, von wo viele Zivilpersonen wegen der Isonzo-Schlachten fliehen mussten. Des Weiteren befand sich auf dem Gelände ein Lazarett, in dem Verwundete der Isonzo-Front sowie Kriegsgefangene und Flüchtlinge aus Primorska versorgt wurden.

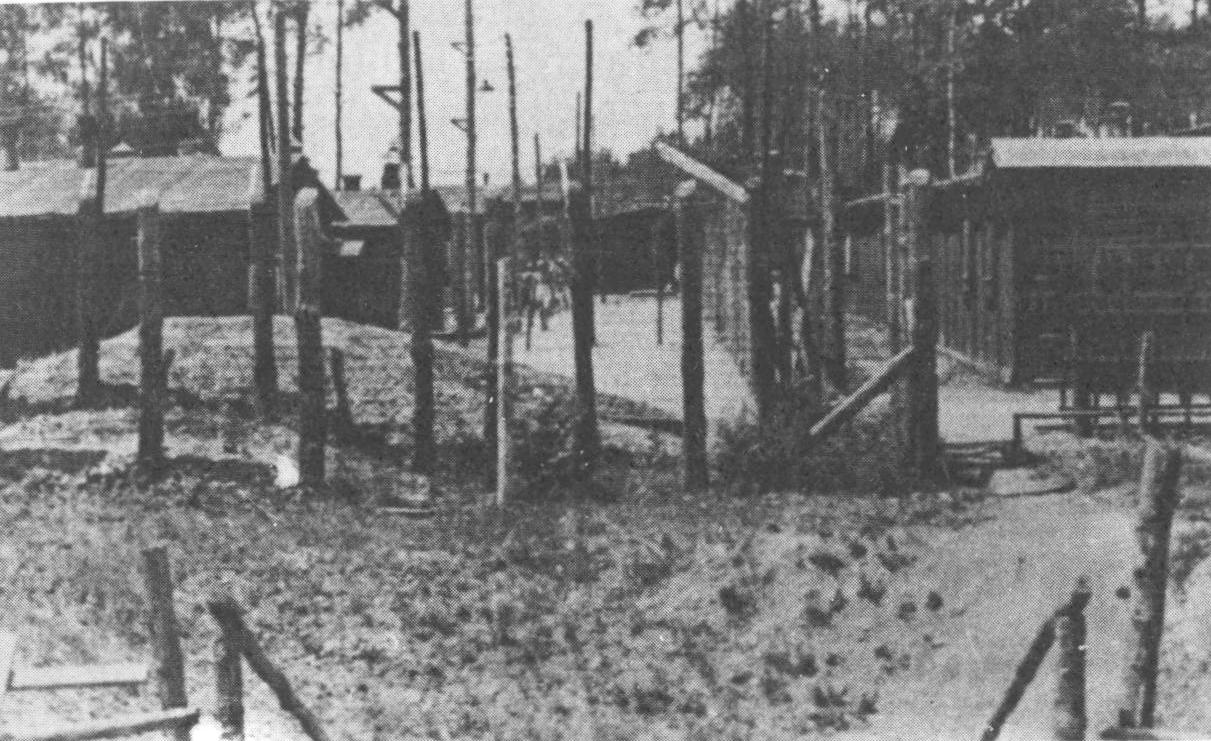
Lager Sterntal während des Zweiten Weltkriegs

1942 richteten die deutschen Besatzungsbehörden ein Arbeitslager ein, in dem Kriegsgefangene und Zwangsarbeiter für den Bau einer Tonerdefabrik zur Aluminiumproduktion an der Bahnstrecke Pragersko–Budapest interniert wurden. Für die notwendige Elektrizität war ein Wasserkraftwerk an der Drau vorgesehen. Neben Gefangenen wirkten am Bau auch reguläre Arbeiter mit. Die Vereinigten Aluminiumwerke (VAW) begannen mit dem Bau der Fabrik 1942, doch konnte das Werk bis Kriegsende nicht vollendet werden. Die Fertigstellung der Aluminiumfabrik (heute Talum) erfolgte erst in den Jahren 1947–1954. Am 15. März 1944 verfügten die Besatzungsbehörden, dass Familienangehörige von Deserteuren zu Zwangsarbeit verpflichtet würden. Das Lager Sterntal, das viele der Betroffenen aufnahm, wurde in Strafsonderdienstpflichtlager Sterntal umbenannt.
Im Mai 1945 errichtete die OZNA unter der Leitung von Aleksandar Ranković auf dem Gebiet des ehemaligen Zwangsarbeiterlagers ein „Konzentrationslager“ (koncentracijsko taborišče), in das Volksdeutsche aus ganz Slowenien, insbesondere aus der Untersteiermark und der Gottschee gebracht wurden. Daneben wurden dort auch Slowenen sowie Angehörige der ungarischen Minderheit aus Prekmurje festgehalten.
Auf Grund von Überfüllung und schlechter Hygiene breiteten sich im Lager Sterntal Krankheiten aus, darunter Ruhr und Typhus. Die Gefangenen waren besonderen körperlichen und seelischen Quälereien ausgesetzt, viele wurden auch erschossen. Unter den Todesopfern waren besonders viele Kleinkinder und ältere Menschen. Neben „Altersschwäche“ wurden besonders Diarrhoe und Dysenterie als Todesursache angegeben. Insgesamt sind im Lager Sterntal, das für 2.000 Personen bestimmt, aber ständig mit etwa 8.000-12.000 Personen belegt war, zwischen 800 und 1.000 und 4.000 Menschen von Mai bis Oktober 1945 bzw. bis zu 5.000 Menschen in der Gesamtzeit seines Bestehens umgekommen, jedoch liegen keine genaueren Daten vor.
Weitere Lager, in denen Volksdeutsche inhaftiert wurden, waren in Hrastovec, Reichenburg, Studenci pri Mariboru und Teharje.
Im Oktober 1945 wurde das Lager Sterntal nach Intervention des Roten Kreuzes aufgelöst und die Überlebenden – soweit sie nicht in andere Lager kamen – mehrheitlich nach Österreich abgeschoben.
Im Jahr 2006 wurden zwei Massengräber im Bereich des ehemaligen Lagers gefunden.